# 1797
Évszázadok: 17. század – 18. század – 19. század
Évtizedek: 1740-es évek – 1750-es évek – 1760-as évek – 1770-es évek – 1780-as évek – 1790-es évek – 1800-as évek – 1810-es évek – 1820-as évek – 1830-as évek – 1840-es évek
Évek: 1792 – 1793 – 1794 – 1795 –  1796 – 1797 – 1798 – 1799 – 1800 – 1801 – 1802

## Események

### Határozott dátumú események
- január 12. – A rivoli csatában[1] I. Napóleon legyőzi az Alvinczi József tábornok vezette osztrák hadakat.
- január 26. – Ausztria, Oroszország és Poroszország Szentpéterváron aláírja a Lengyelország harmadik felosztását szentesítő szerződést.[2]
- február 2. – A Mantova erődjébe szorult osztrák csapatok több mint fél évi ostrom után leteszik a fegyvert I. Napóleon előtt.[3]
- március 4. – John Adams az Egyesült Államok második elnöke lesz.[4]
- május 12. – I. Napóleon elfoglalja Velencét. Az utolsó dózse - Ludovico Manin - lemond, az 1100 éves Velencei Köztársaság megszűnik.[5] Az utolsó dózse - Ludovico Manin - lemond, az 1100 éves Velencei Köztársaság megszűnik.
- június 6. – I. Napóleon megalapítja a Ligur Köztársaságot Genovában.[6]

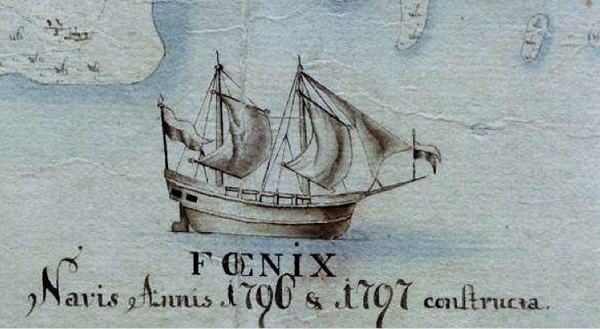
A Phoenix gálya

- július 15. - A fenékpusztai hajóépítő műhelyben vízre bocsátják a Festetics György által építtetett, Bori Antal által készített Phoenix gályát. Ezzel megindul a sószállítás Kenese és Fenékpuszta között [7][8]
- július 24. - A brit haditengerészet sikertelenül üt rajta a spanyolokon Santa Cruz de Tenerife mellett. Az ütközetben Horatio Nelson elveszíti jobb karját.[9]
- október 17. – A Campo Formió-i béke; a Bonaparte Napóleon első sikeres itáliai hadjáratát lezáró francia-osztrák békeszerződés.[10]

### Határozatlan dátumú események
- Gróf Festetics György Keszthelyen megalapítja a Georgikont.[11]
- A budai egyetemi nyomda román nyelvű iskolai tankönyvek és ismeretterjesztő művek nyomtatását kezdi meg.[12]

## Születések
- január 31. – Franz Schubert, osztrák zeneszerző († 1828)
- július 2. – Koháry Mária Antónia, magyar zeneszerzőnő († 1862)
- augusztus 9. – Ambrózy Mátyás, evangélikus lelkész († 1869)
- augusztus 30. – Mary Shelley, angol írónő, Percy Bysshe Shelley felesége († 1851)
- október 8. – Ludwig Förster osztrák építész († 1863)
- november 1. – Mária Dorottya württembergi hercegnő, osztrák főhercegné, magyar királyi hercegné, nádorné, József nádor harmadik felesége, majd özvegye († 1855)
- november 14. – Charles Lyell, angol geológus († 1875)
- november 29. – Gaetano Donizetti, olasz zeneszerző († 1848)
- december 6. – Nagy Károly, matematikus, csillagász († 1868)
- december 13. – Heinrich Heine, német költő († 1856)

## Halálozások
- február 26. – Ivan Grigorjevics Csernisov, orosz birodalmi tábornagy és tengernagy
- március 2. – Horace Walpole, angol író (* 1717)
- március 26. – Horace Walpole, James Hutton, skót geológus, természettudós, kémikus, kísérleti gazdálkodó (* 1726)
- április 12. – Johann Georg Bach, német zeneszerző (* 1751)
- május 27. – Gracchus Babeuf, francia utópista kommunista forradalmár, teoretikus, publicista, agitátor, az Egyenlők Összeesküvésének vezetője (* 1760)
- május 29. – Id. Dorfmeister István, főként Magyarországon alkotó osztrák festő (* 1729)
- július 13. – Emmanuel de Rohan-Polduc, a Máltai lovagrend 70. nagymestere (* 1725)
- augusztus 3. – Jeffrey Amherst, brit tábornok, a hétéves háború észak-amerikai hadszínterének sikeres parancsnoka (* 1717)
- szeptember 10. – Mary Wollstonecraft, brit író, filozófus és feminista (* 1759)
- szeptember 18. – Lazare Hoche, francia hadvezér (* 1768)
- november 16. – II. Frigyes Vilmos, porosz király (* 1744)